# Vattetot-sur-Mer
Vattetot-sur-Mer est une commune française située dans le département de la Seine-Maritime en région Normandie.

## Géographie

### Description

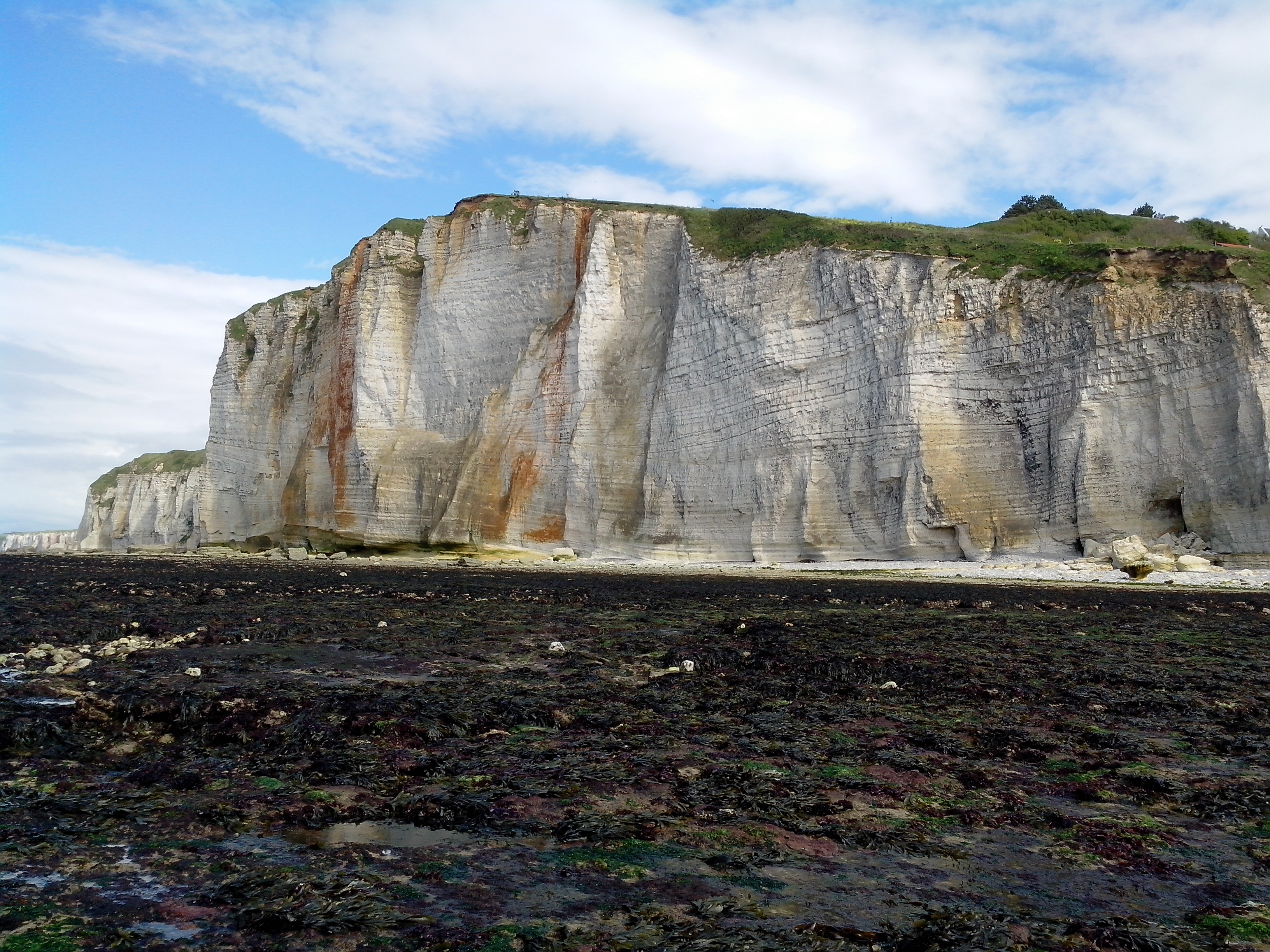
Les falaises de Vatrelot-sur-Mer.

Commune du pays de Caux, cette petite commune normande se trouve entre  Étretat et l'agglomération de Fécamp.

### Communes limitrophes
| Manche    | Manche           |               |
| Les Loges | Vattetot-sur-Mer | Saint-Léonard |
| Les Loges | Les Loges        |               |

### Hydrographie
La commune est située dans le bassin Seine-Normandie. Elle n'est drainée par aucun cours d'eau,.

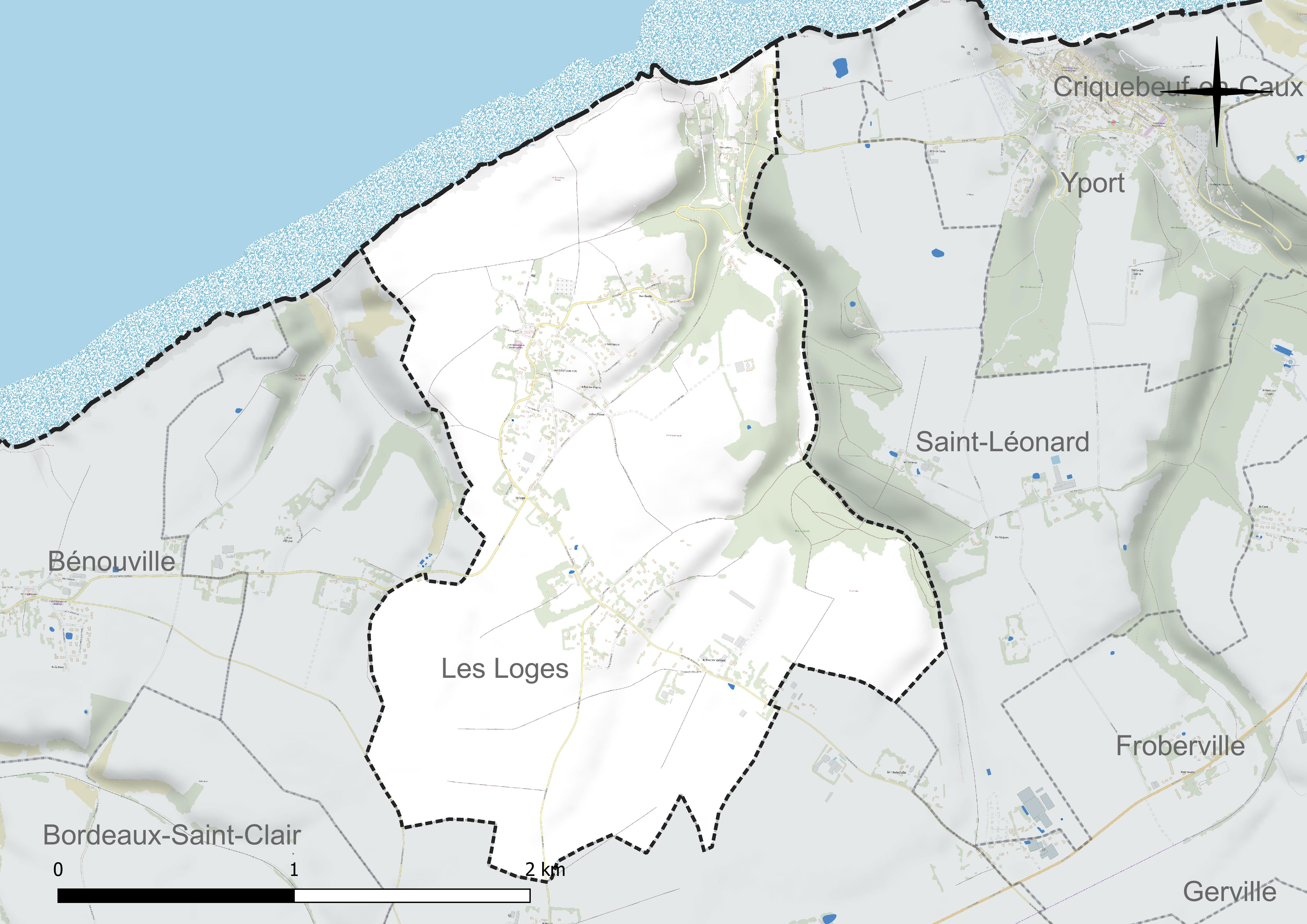
Réseau hydrographique de Vattetot-sur-Mer.

### Climat
Pour des articles plus généraux, voir Climat de la Normandie et Climat de la Seine-Maritime.
En 2010, le climat de la commune est de type climat océanique franc, selon une étude du CNRS s'appuyant sur une série de données couvrant la période 1971-2000. En 2020, Météo-France publie une typologie des climats de la France métropolitaine dans laquelle la commune est exposée à un climat océanique et est dans la région climatique Côtes de la Manche orientale, caractérisée par un faible ensoleillement (1 550 h/an) ; forte humidité de l’air (plus de 20 h/jour avec humidité relative > 80 % en hiver), vents forts fréquents. Parallèlement le GIEC normand, un groupe régional d’experts sur le climat, différencie quant à lui, dans une étude de 2020, trois grands types de climats pour la région Normandie, nuancés à une échelle plus fine par les facteurs géographiques locaux. La commune est, selon ce zonage, exposée à un « climat maritime », correspondant au Pays de Caux, frais, humide et pluvieux, légèrement plus frais que dans le Cotentin.
Pour la période 1971-2000, la température annuelle moyenne est de 10,5 °C, avec une amplitude thermique annuelle de 12,4 °C. Le cumul annuel moyen de précipitations est de 918 mm, avec 12,1 jours de précipitations en janvier et 8,1 jours en juillet. Pour la période 1991-2020, la température moyenne annuelle observée sur la station météorologique la plus proche, située sur la commune de Octeville-sur-Mer à 22 km à vol d'oiseau, est de 11,5 °C et le cumul annuel moyen de précipitations est de 790,7 mm,. Pour l'avenir, les paramètres climatiques de la commune estimés pour 2050 selon différents scénarios d'émission de gaz à effet de serre sont consultables sur un site dédié publié par Météo-France en novembre 2022.

### Qualité de l'environnement
Anomalie pour le mercure : Ifremer analyse périodiquement la teneur des moules en quelques contaminants toxiques (métaux lourds notamment) sur un réseau de points du littoral Manche et Atlantique. Le hameau de Vaucottes fait partie de ces points de contrôle.
Alors que les moules du reste du littoral breton, normand et bas-normand présentent des médianes proches de la médiane nationale (0,15 mg de mercure total par kilogramme de moules en poids sec), deux lieux se montrent plus contaminés au début des années 2010 : ce sont Villerville (1,5 fois la médiane supérieure) et surtout le point Vaucottes où les moules en contiennent en moyenne 0,37 mg par kilogramme de moules en poids sec),, soit 2,5 fois plus contaminées par le mercure que la médiane nationale, sans explication claire à ce jour (parmi les records de France).
Ce mercure ne peut provenir de l'embouchure de la Seine où les moules en contiennent bien moins. Les moules du pays de Caux (au nord de l'estuaire de la Seine en Seine-Maritime) présentent des taux de mercure anormalement élevés et parmi les plus élevés du littoral français. Une des sources de ce mercure semble être un flux d'eaux souterraines karstiques via des résurgences qui s'écouleraient le long d'une zone intertidale du pays de Caux. Ce mercure s'ajouterait à celui apporté par la Seine, généralement transformé en méthylmercure (plus toxique, et plus bioassimilable).

## Urbanisme

### Typologie
Au 1er janvier 2024, Vattetot-sur-Mer est catégorisée commune rurale à habitat dispersé, selon la nouvelle grille communale de densité à sept niveaux définie par l'Insee en 2022.
Elle est située hors unité urbaine. Par ailleurs la commune fait partie de l'aire d'attraction du Havre, dont elle est une commune de la couronne,. Cette aire, qui regroupe 116 communes, est catégorisée dans les aires de 200 000 à moins de 700 000 habitants,.
La commune, bordée par la Manche, est également une commune littorale au sens de la loi du 3 janvier 1986, dite loi littoral. Des dispositions spécifiques d’urbanisme s’y appliquent dès lors afin de préserver les espaces naturels, les sites, les paysages et l’équilibre écologique du littoral, tel le principe d'inconstructibilité, en dehors des espaces urbanisés, sur la bande littorale des 100 mètres, ou plus si le plan local d’urbanisme le prévoit.

### Occupation des sols
L'occupation des sols de la commune, telle qu'elle ressort de la base de données européenne d’occupation biophysique des sols Corine Land Cover (CLC), est marquée par l'importance des territoires agricoles (85,4 % en 2018), une proportion identique à celle de 1990 (85,4 %). La répartition détaillée en 2018 est la suivante : 
terres arables (66,1 %), zones agricoles hétérogènes (19,2 %), forêts (14,2 %), zones humides côtières (0,4 %), prairies (0,1 %). L'évolution de l’occupation des sols de la commune et de ses infrastructures peut être observée sur les différentes représentations cartographiques du territoire : la carte de Cassini (XVIIIe siècle), la carte d'état-major (1820-1866) et les cartes ou photos aériennes de l'IGN pour la période actuelle (1950 à aujourd'hui).

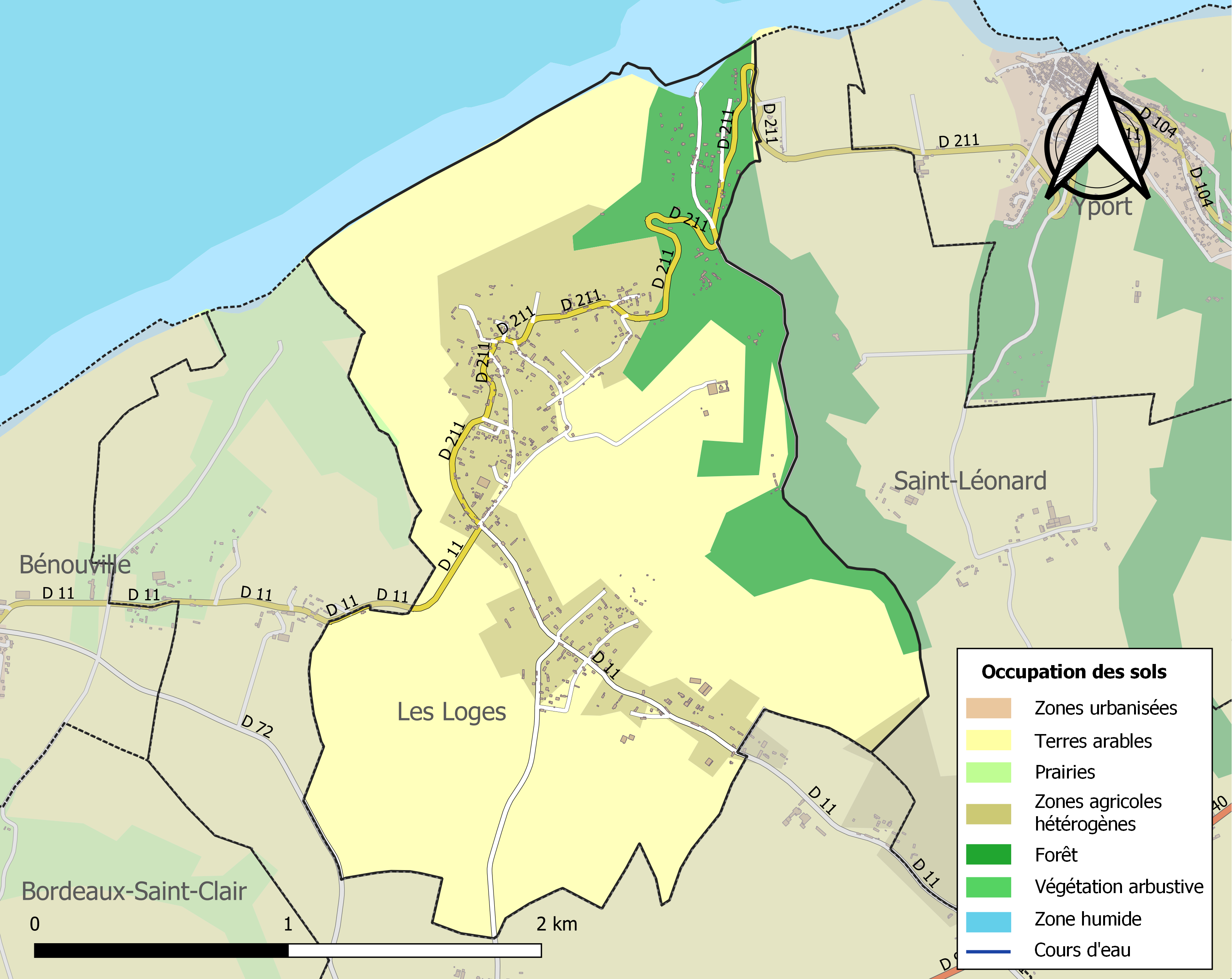
Carte des infrastructures et de l'occupation des sols de la commune en 2018 (CLC).

## Toponymie
Le nom de la localité est attesté sous les formes Watetot en 1162, Parrochia de Vatetot supra mare en 1274, Sanctus Petrus de Vatetot en 1337, Saint Pierre de Vattetot, paroisse de Vatetot sur la mer en 1398, Vattetot sur Mer en 1539.

## Histoire

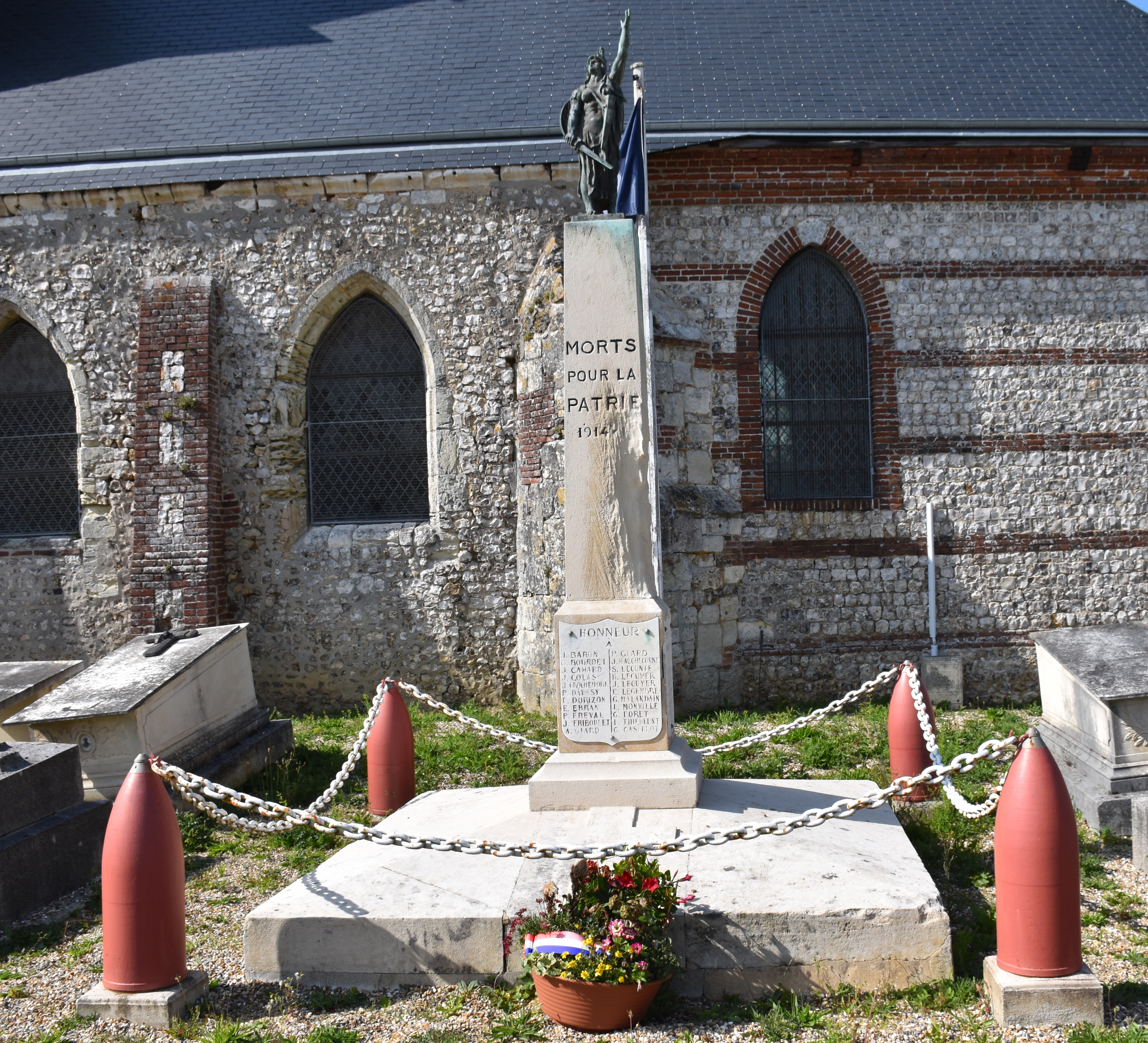
Monument aux morts.

Le hameau de Vaucottes (Vaucote en 1461) est un ancien village et port médiéval (Le port de Vaucoste) qui était en 1599 fief du seigneur de Bailleul. Il sera rattaché à la commune de Vattetot le 7 janvier 1846 (Vaucottes abritait alors 109 habitants dans 29 maisons).
Le bois des Hogues (d'une plus étendue silva de Hogis), de Boclon (Bocolunda silva 1032, Bokelont 1218) et celui des Loges, pourraient être des reliques d'une ancienne forêt littorale appelée forêt de Fécamp par les chroniqueurs. Ce bois abrite plusieurs fosses où selon une tradition locale, du minerai de fer aurait été extrait, mais il s'agirait plutôt de faiscières ou fusières de l'époque celtique, peut être aussi utilisées par les Gaulois pour en extraire les poudingues (pierre utilisée pour faire de petites meules). L'une de ces fosses est devenue une mare dite Mahais ou mahaise de Saintdémarque.
Le vallon de Vaucottes débouche via la valleuse de Vaucotte (autrefois défendue par un corps de garde) sur une plage relativement bien protégée, mais assez éloignée des grands centres.
Avec la mode des villégiatures en bord de mer, le hameau voit se construire plusieurs dizaines de villas (10 en 1901, 32 en 1906), mais l'infrastructure hôtelière ne s'y développe pas ; un café y est ouvert en 1870, un petit hôtel en 1886, qui complètent un établissement de bains (1883) constitué de quelques cabines de bains, tenues par un ancien marin et sauveteur, Célestin Levasseur, né là le 26 avril 1836.
Le vallon est propice aux inondations violentes en cas d'orage local (ex. 19 juillet 1956) et semble avoir connu une violente tempête accompagnée d'un petit raz de marée (ex. 22 septembre 1842) qui a emporté une maison et en a endommagé beaucoup d'autres.
Séquelles de guerre : un obus non-explosé est trouvé dans une ancienne carrière (Vaucottes) par un chiroptérologue. Finalement, les démineurs en trouvent 44 autres ; de gros obus français de 155 mm (« modèle 1915 ») de 43 kg chacun, chargés de 3,5 kg de mélinite.

## Politique et administration
| Période                                  | Période                    | Identité        | Étiquette | Qualité                                                         |
| ---------------------------------------- | -------------------------- | --------------- | --------- | --------------------------------------------------------------- |
| Les données manquantes sont à compléter. |                            |                 |           |                                                                 |
| 1983                                     | juillet 2015               | Jean-Yves Soret | PRG       | Retraité Chevalier de l'Ordre national du mérite Démissionnaire |
| juillet 2015                             | En cours (au 10 août 2020) | Franck Blanchet | SE        | Chargé d'affaires CNPE de Paluel Réélu pour le mandat 2020-2026 |

## Population et société

### Démographie
L'évolution du nombre d'habitants est connue à travers les recensements de la population effectués dans la commune depuis 1793. Pour les communes de moins de 10 000 habitants, une enquête de recensement portant sur toute la population est réalisée tous les cinq ans, les populations de référence des années intermédiaires étant quant à elles estimées par interpolation ou extrapolation. Pour la commune, le premier recensement exhaustif entrant dans le cadre du nouveau dispositif a été réalisé en 2007.

En 2022, la commune comptait 326 habitants, en évolution de +0,31 % par rapport à 2016 (Seine-Maritime : +0,35 %, France hors Mayotte : +2,11 %).
| 1793 | 1800 | 1806 | 1821 | 1831 | 1836 | 1841 | 1846 | 1851 |
| ---- | ---- | ---- | ---- | ---- | ---- | ---- | ---- | ---- |
| 741  | 738  | 727  | 705  | 668  | 704  | 670  | 801  | 793  |

| 1856 | 1861 | 1866 | 1872 | 1876 | 1881 | 1886 | 1891 | 1896 |
| ---- | ---- | ---- | ---- | ---- | ---- | ---- | ---- | ---- |
| 779  | 739  | 742  | 696  | 617  | 588  | 573  | 512  | 517  |

| 1901 | 1906 | 1911 | 1921 | 1926 | 1931 | 1936 | 1946 | 1954 |
| ---- | ---- | ---- | ---- | ---- | ---- | ---- | ---- | ---- |
| 521  | 476  | 474  | 431  | 441  | 420  | 360  | 375  | 338  |

| 1962 | 1968 | 1975 | 1982 | 1990 | 1999 | 2006 | 2007 | 2012 |
| ---- | ---- | ---- | ---- | ---- | ---- | ---- | ---- | ---- |
| 326  | 254  | 234  | 239  | 258  | 253  | 301  | 308  | 326  |

| 2017 | 2022 | - | - | - | - | - | - | - |
| ---- | ---- | - | - | - | - | - | - | - |
| 319  | 326  | - | - | - | - | - | - | - |

## Culture locale et patrimoine

### Lieux et monuments
- La plage de Vattetot et son hameau de villas anglo-normandes : Vaucottes.

### Le hameau de Vaucottes et sa plage

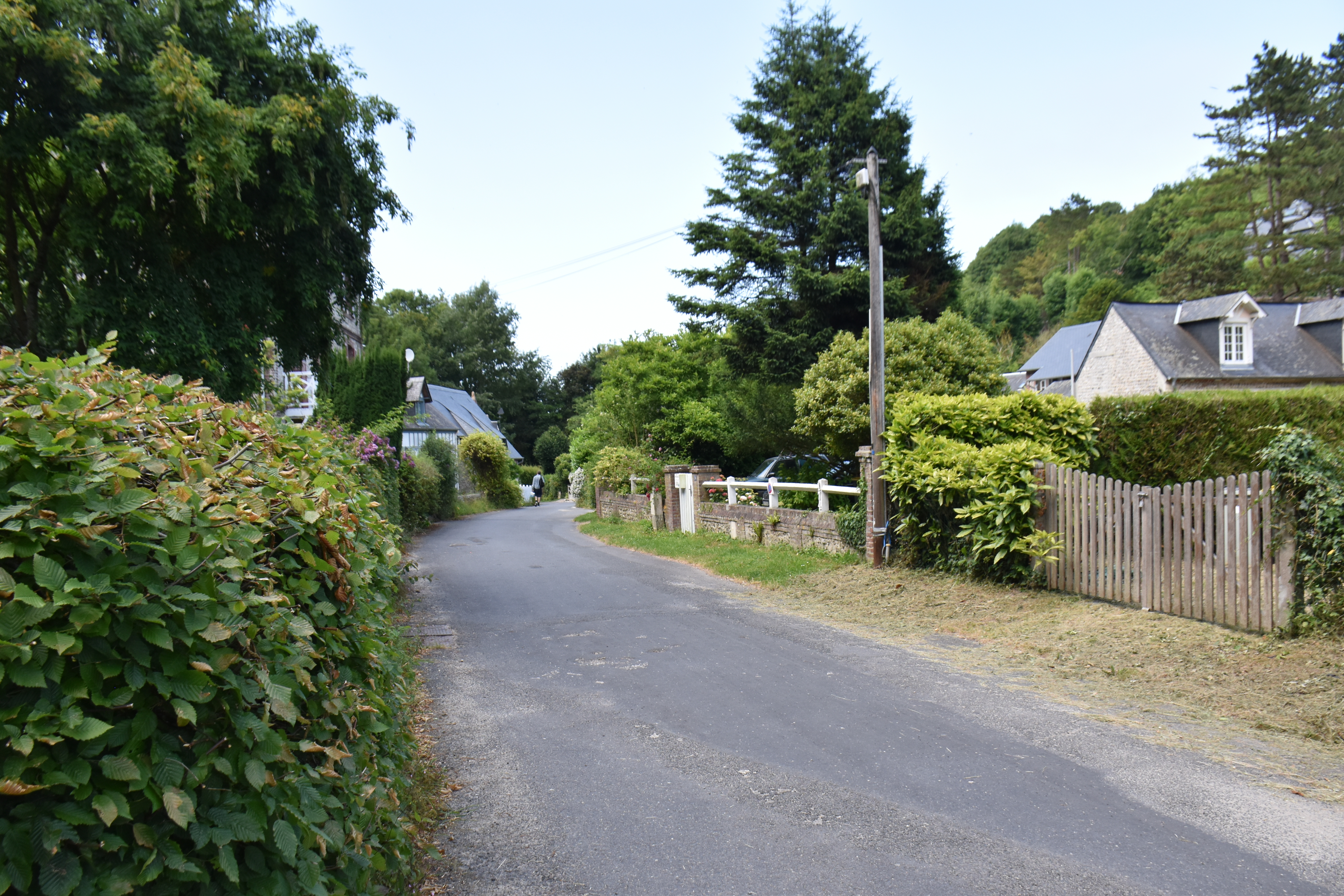
Le hameau de Vaucottes.
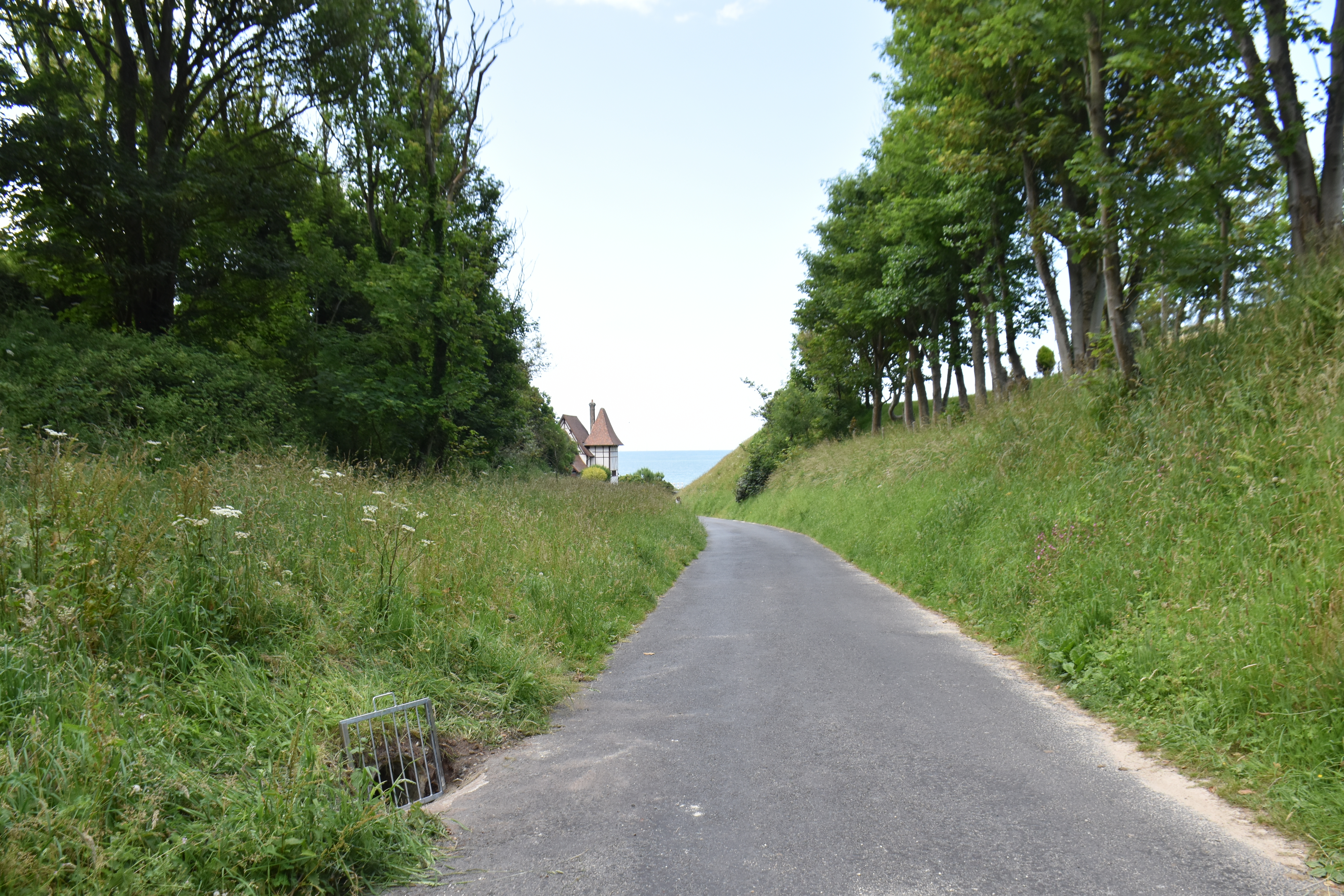
La descente de la valleuse.
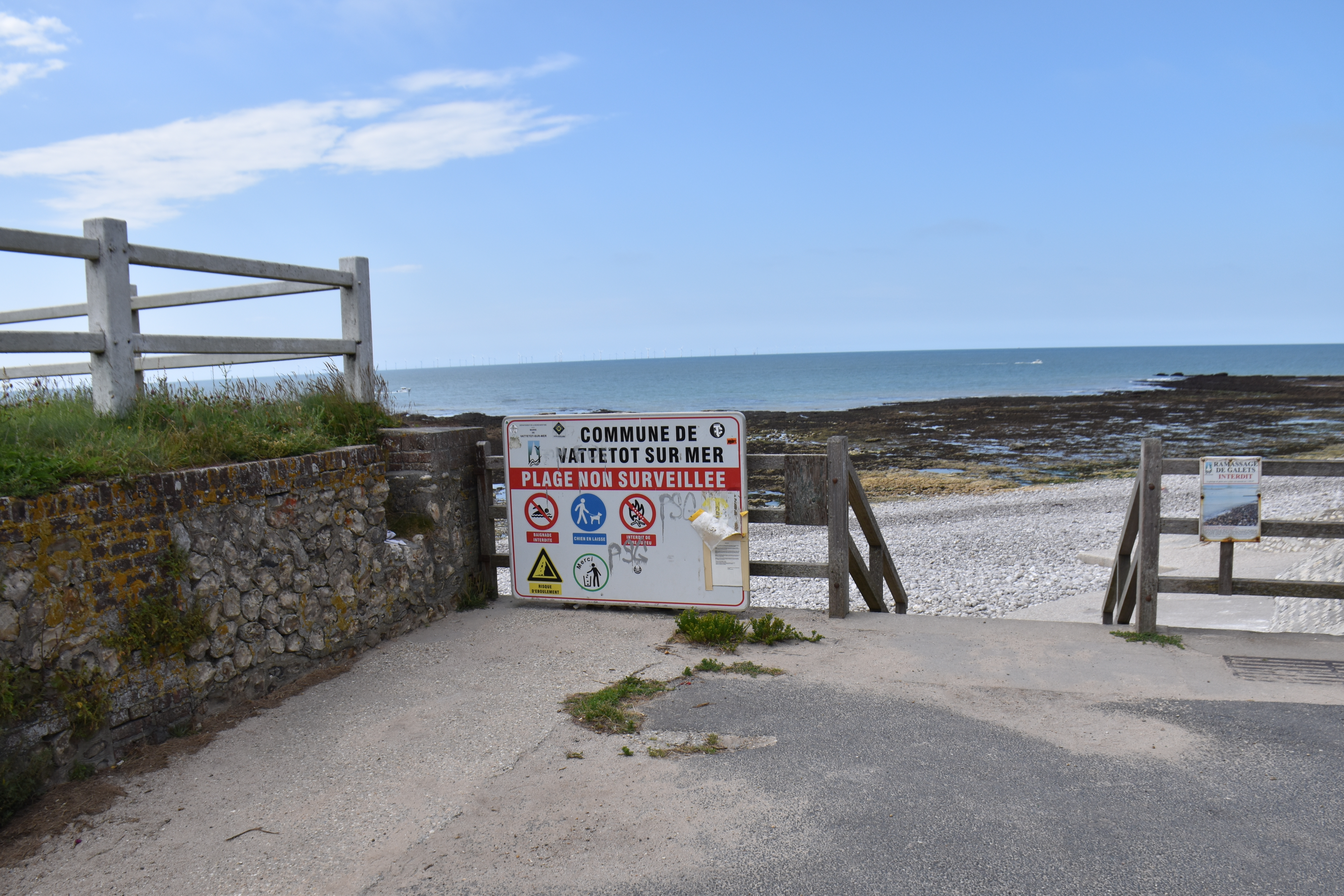
Entrée de la plage.
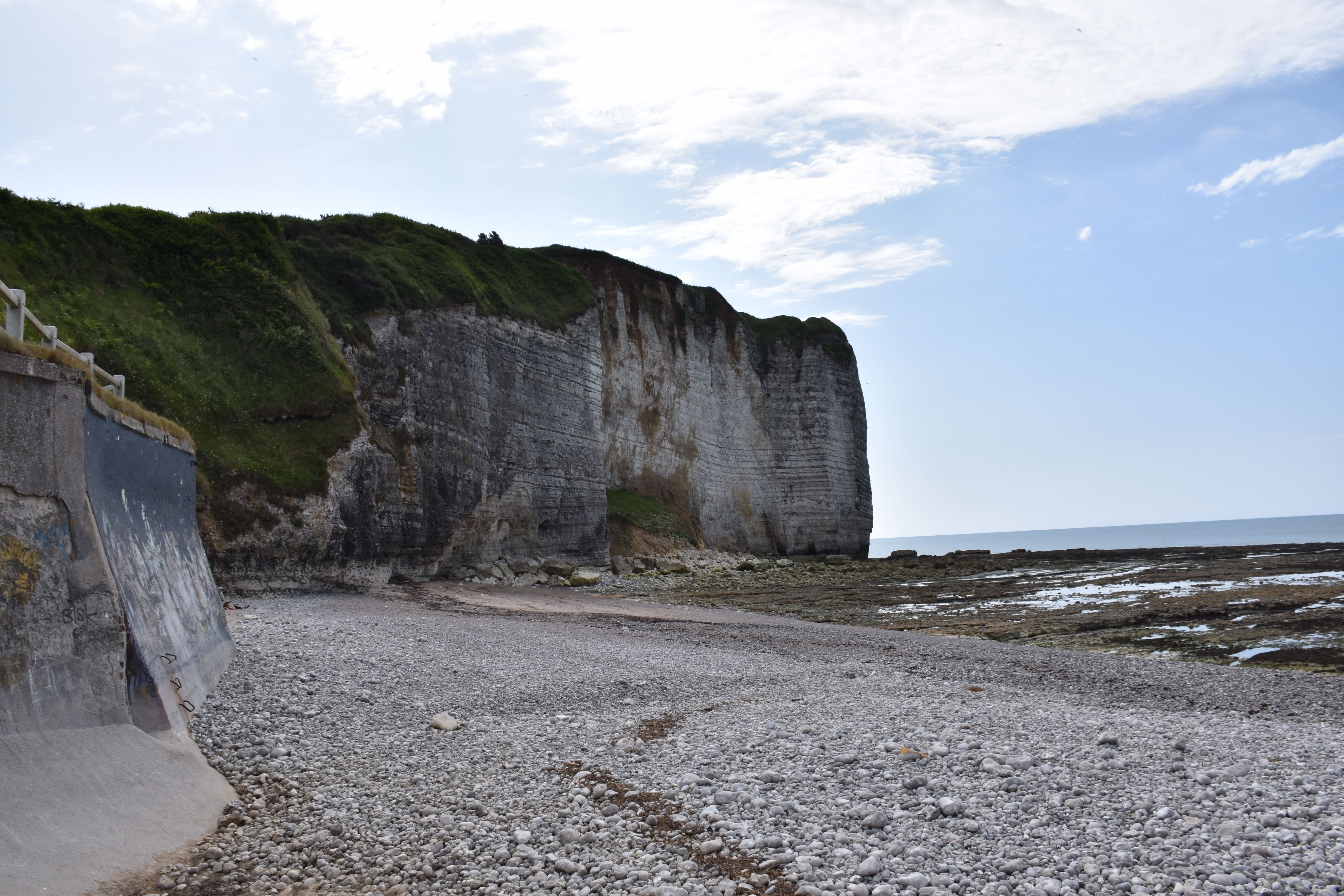
La falaise côté sud<./center>
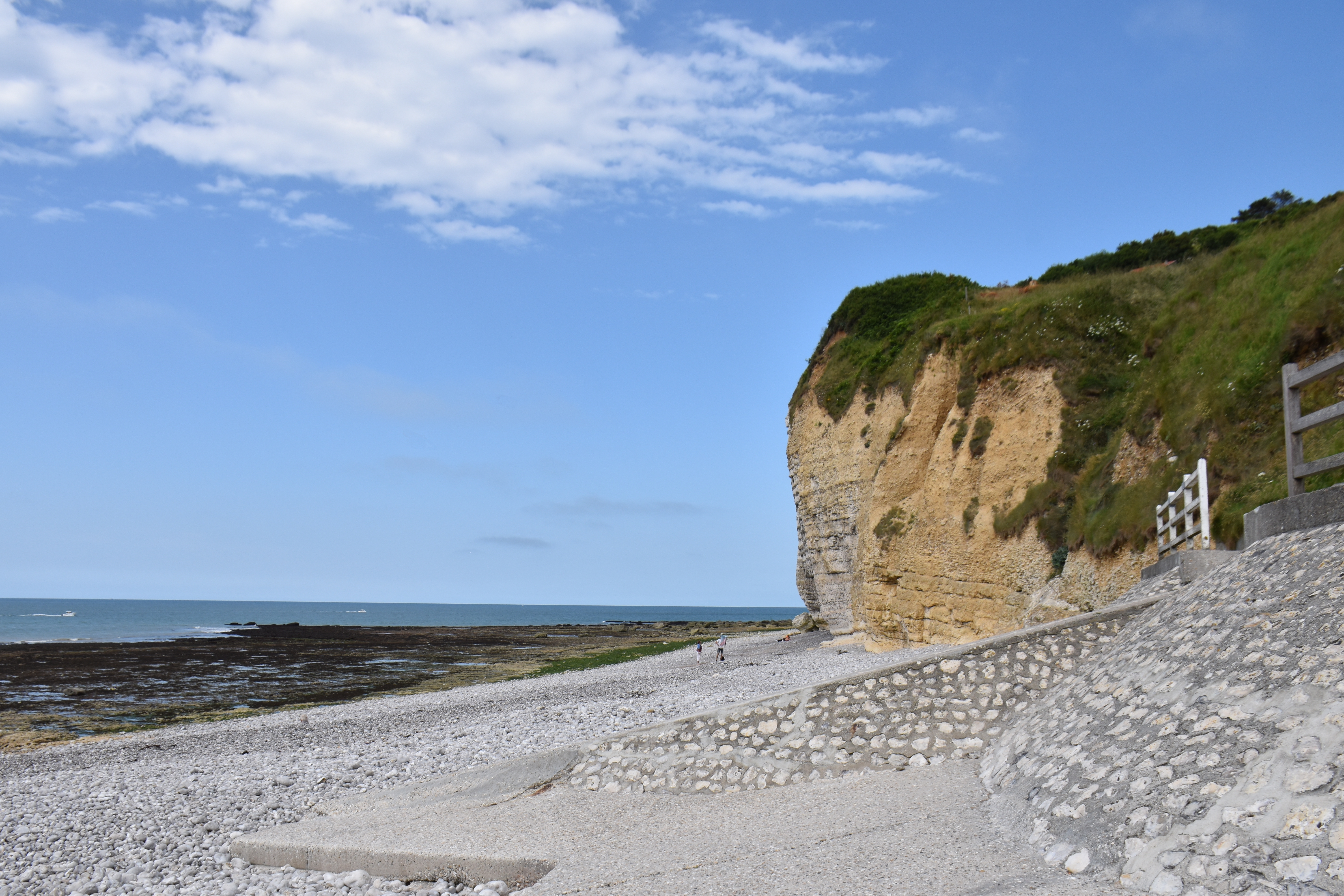
La falaise côté nord.
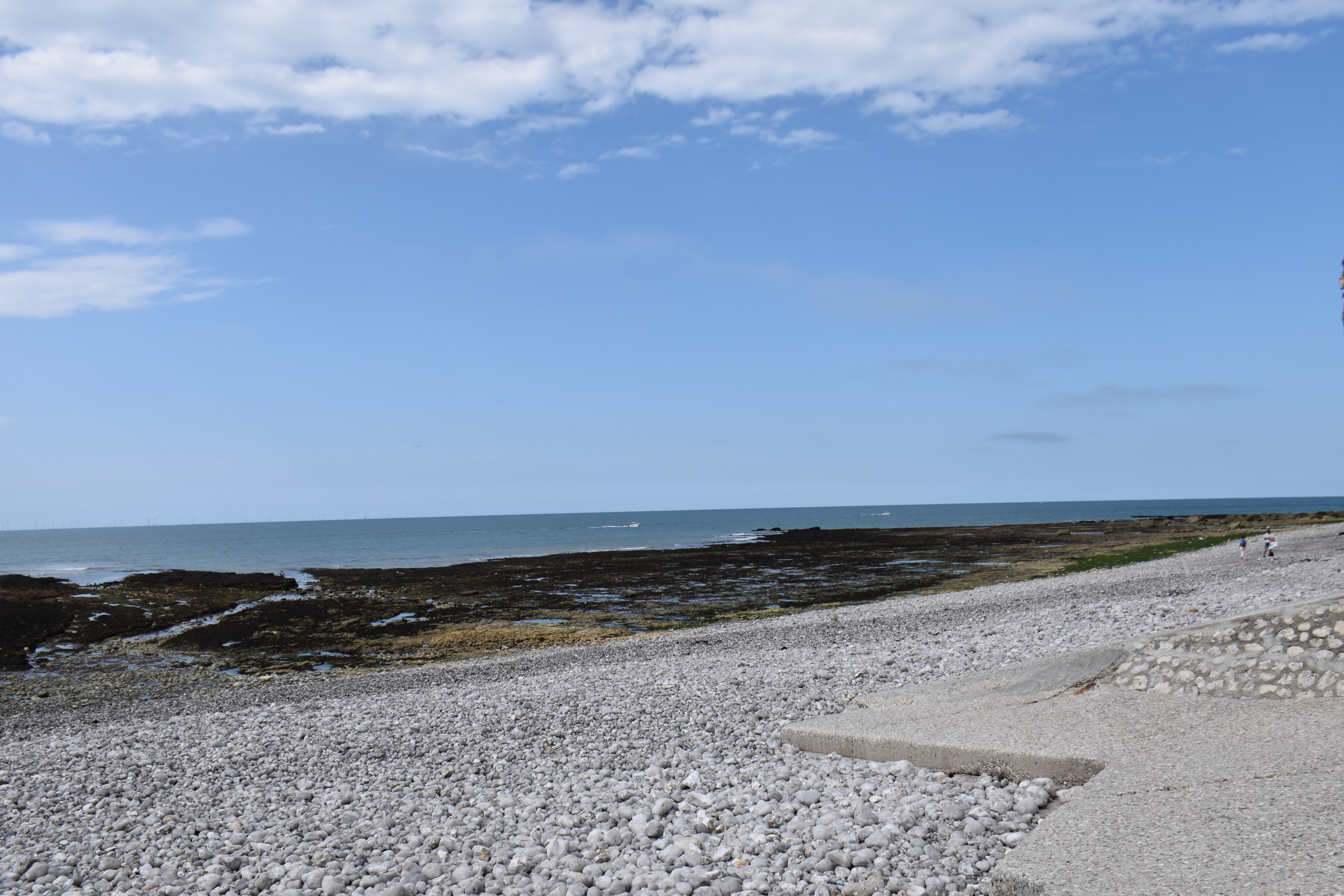
La plage.

- Les falaises et les chemins de randonnée.
- Son église Saint-Pierre, construite probablement autour du XIIe siècle.

### L'église Saint-Pierre

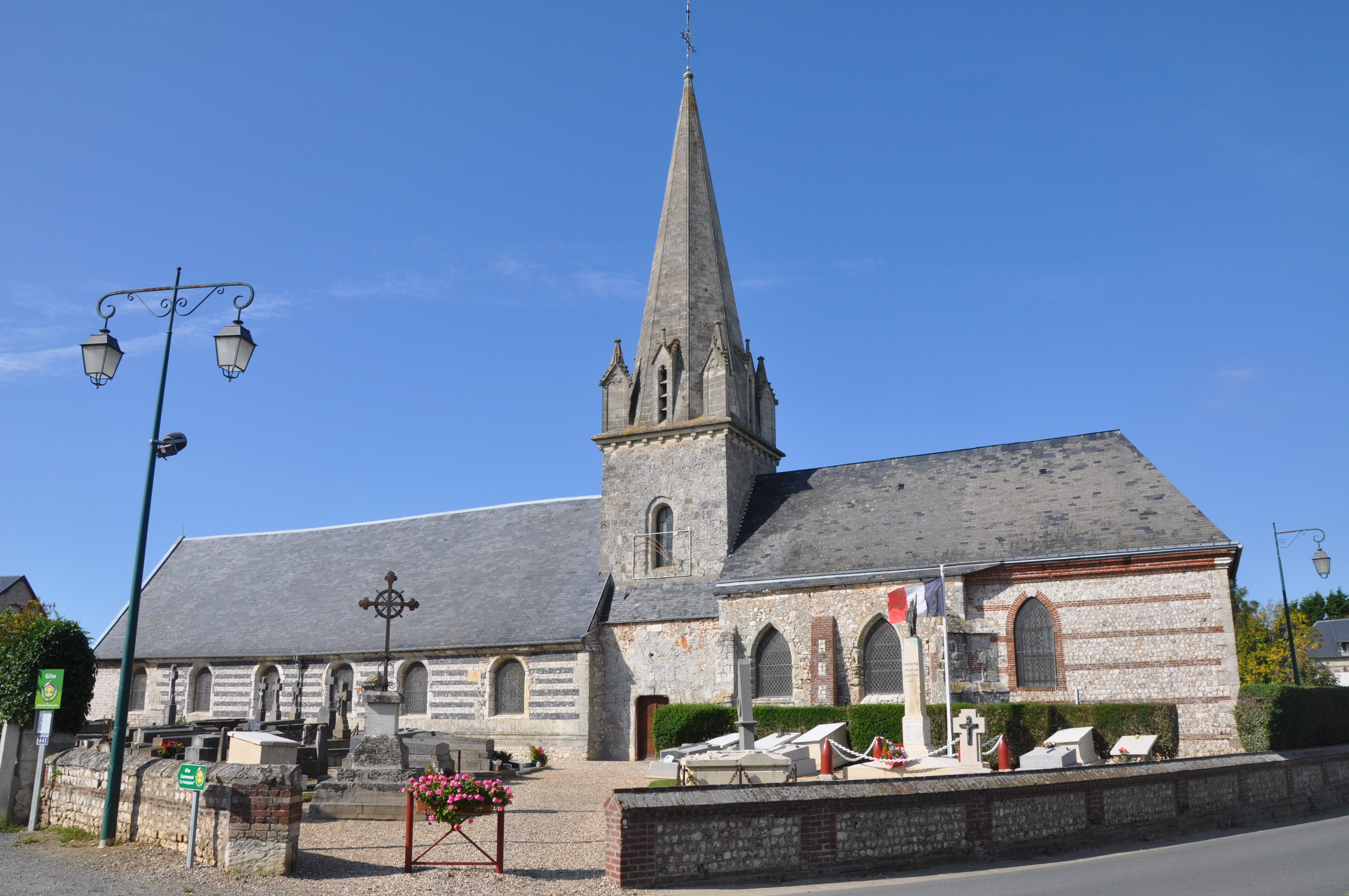
Vue la térale de l'église.
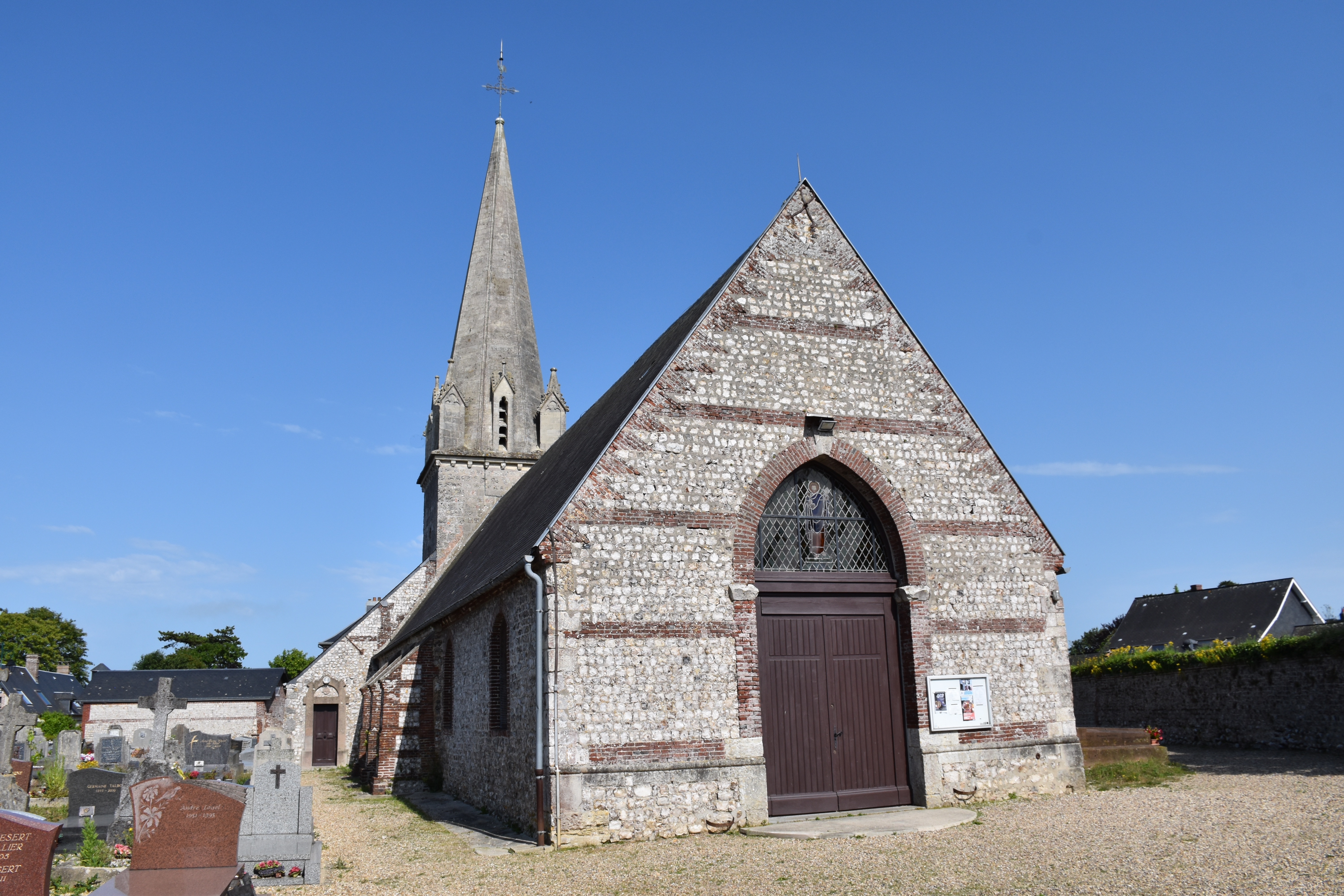
La façade.
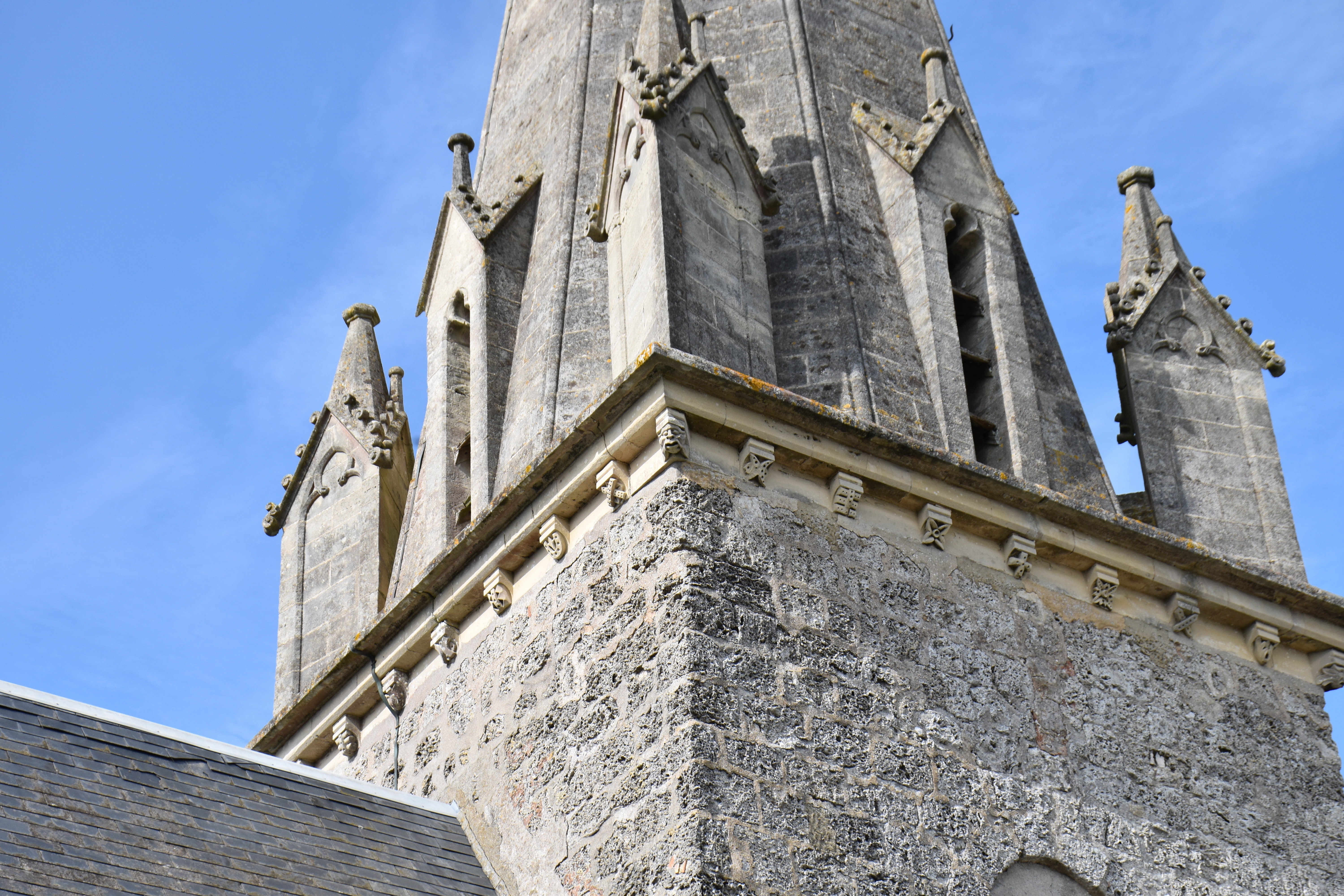
Détail du clocher et de ses modillons.
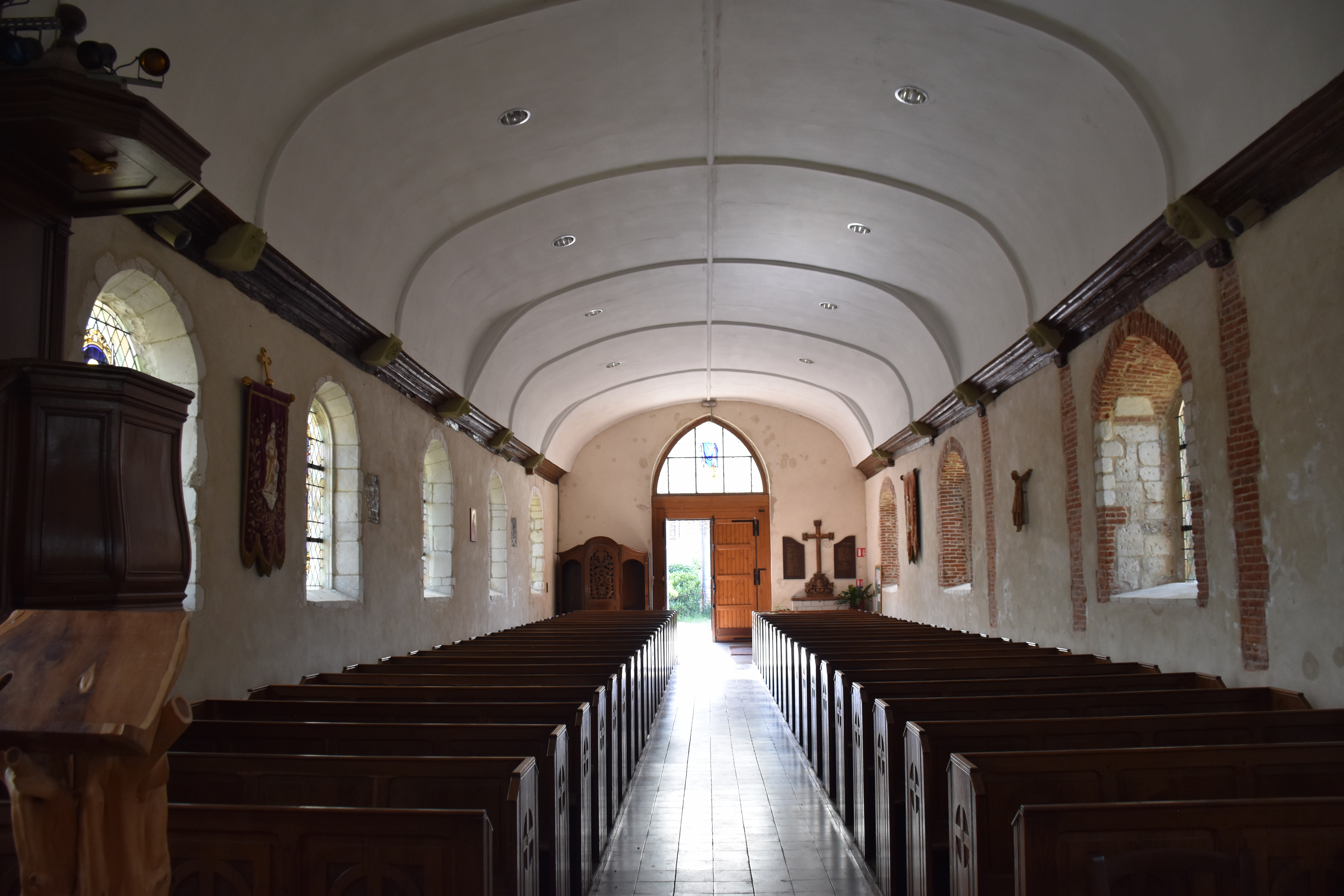
La nef côté porche.
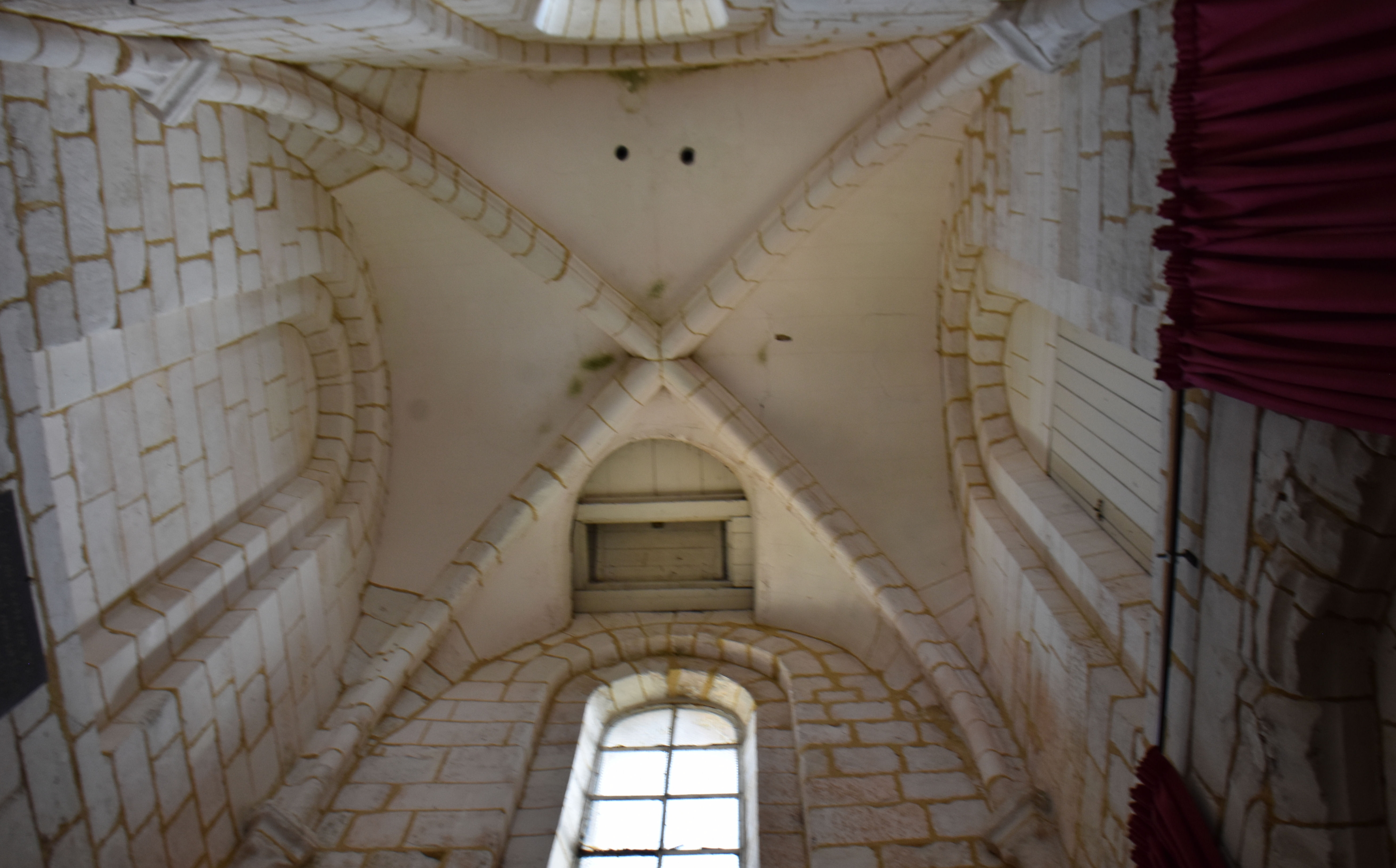
La voûte du clocher.
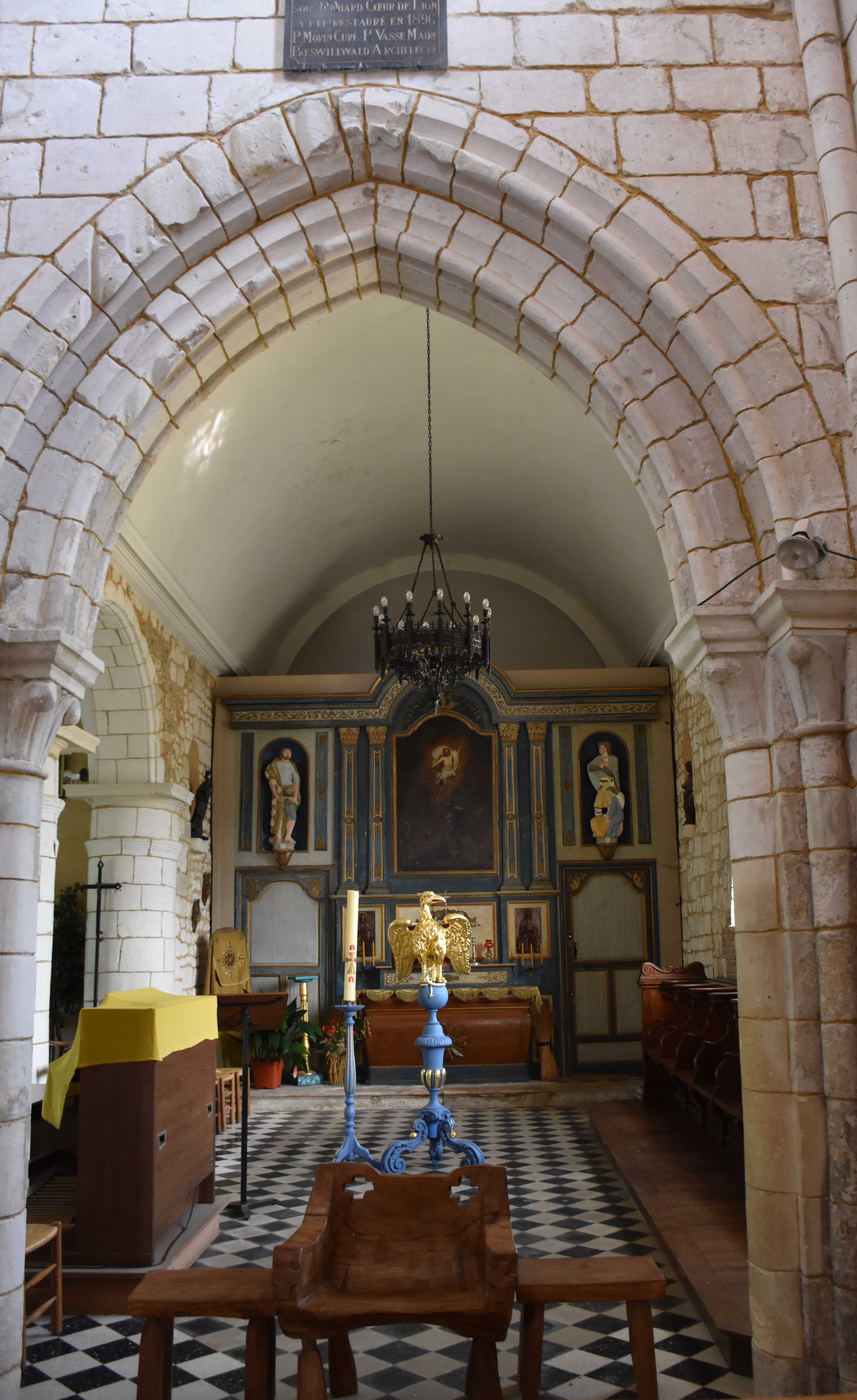
Vue du choeur depuis le dessous du clocher.
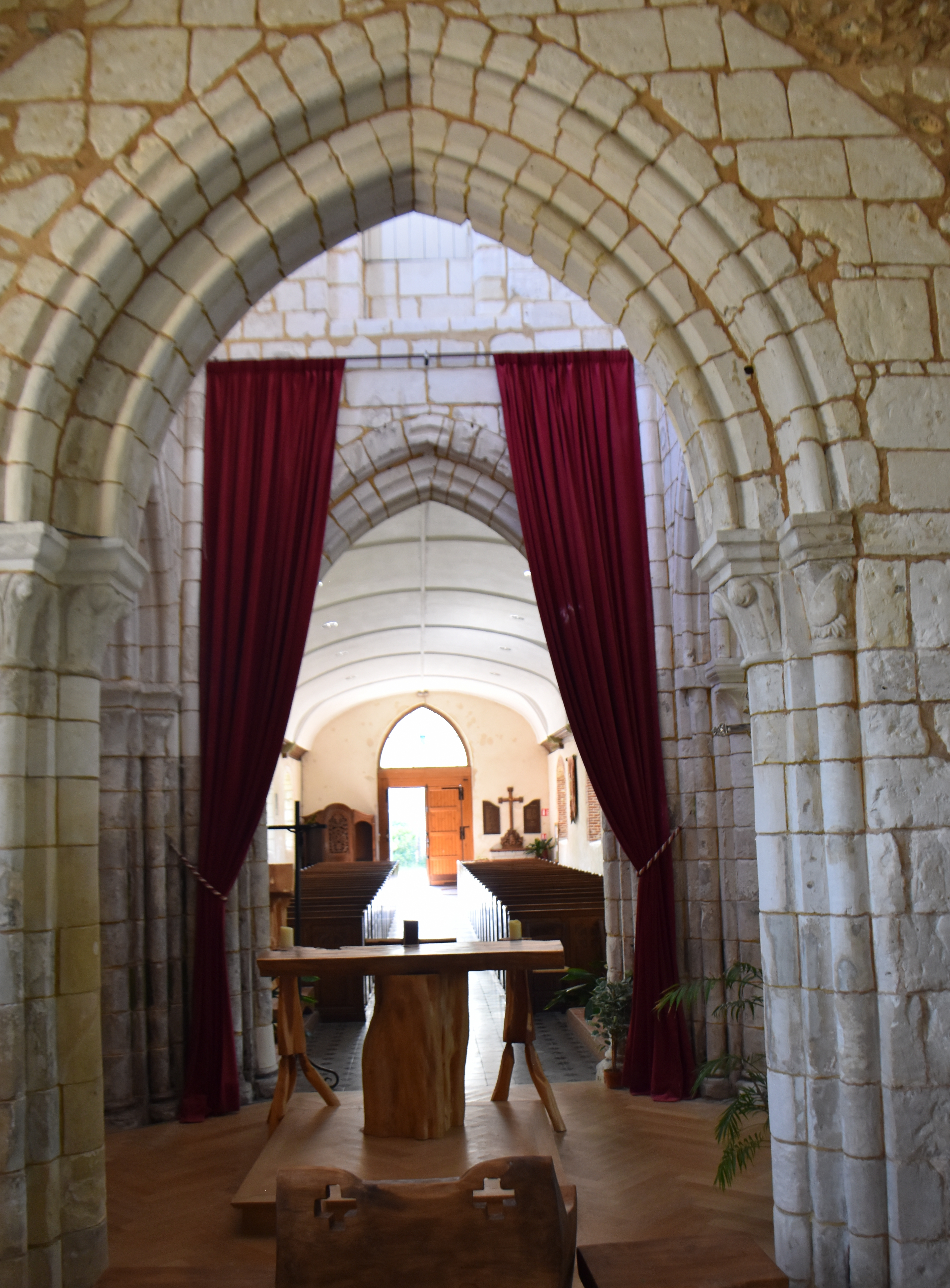
Vue de la nrf depuis le choeur.

### Personnalités liées à la commune
- Pierre Creton, plasticien et cinéaste.

## Pour approfondir